# Surviving the Law
Surviving the Law è un album in studio del gruppo rock scozzese Nazareth, pubblicato nel 2018.

## Tracce
1. Strange Days - 3:23
2. You Gotta Pass It Around - 2:49
3. Runaway - 3:41
4. Better Leave It Out - 3:24
5. Sweet Kiss - 4:21
6. Falling In Love - 3:48
7. Waiting For The World To End - 2:40
8. Let The Whisky Flow - 3:52
9. Sinner - 2:02
10. Ciggies & Booze  - 3:48
11. Love Breaks - 3:56
12. You Made Me - 6:10

## Formazione
- Carl Sentance - voce
- Jimmy Murrison - chitarre
- Ronnie Leahy - tastiera
- Pete Agnew - basso, cori
- Lee Agnew - batteria